# Velvet Revolver
Velvet Revolver foi um supergrupo americano de hard rock formado em Rancho Santa Margarita em 2002 pelos ex-membros do Guns N' Roses, Slash, Duff McKagan, Matt Sorum e Izzy Stradlin (posteriormente substituído por Dave Kushner, ex-membro da banda de hardcore punk Wasted Youth) e Scott Weiland, ex-vocalista do Stone Temple Pilots, Weiland juntou-se à banda porque naquele momento sua banda original, o STP, estava com suas atividades paralisadas, ele ficou no Velvet Revolver de 2002 até 2008 (ano em que o Stone Temple Pilots voltou à ativa).
Após um período em inatividade desde a reformulação do Guns N' Roses, Slash, Duff, Matt e Izzy se reencontram e formam uma banda por acaso,resultante de um show beneficente. A princípio, a formação seria aquela, exatamente os ex-membros do GNR, mas uma divergência sobre os vocais acabou afastando Izzy do projeto, Slash e Duff defendiam a ideia de contratar um vocalista,enquanto Izzy queria a formação assim, com ele e Duff dividindo os vocais da banda, quando decidiu-se na contratação de um vocalista (que no caso foi Scott Weiland),Izzy Stradlin optou por sair da banda antes mesmo de seu lançamento (como Velvet Revolver,o nome ainda não tinha sido escolhido). Ou seja, o Velvet Revolver é possivelmente a única banda da história que jamais se apresentou com sua formação original.
Em 2004, a banda conseguiu o sucesso comercial com o seu o álbum de estreia, Contraband. Apesar das críticas positivas, alguns críticos inicialmente descreveram o Velvet Revolver como uma mera combinação do Stone Temple Pilots e do Guns N' Roses, criticando-os pela "desconexão" entre Scott Weiland e o resto da banda. Em 2005, eles ganharam com o single "Slither", um Grammy Award por "Melhor Performance de Hard Rock". A banda lançou Libertad em 2007, impulsionado pelo lançamento do single "She Builds Quick Machines", e embarcou em uma turnê com o Alice in Chains.
O Velvet Revolver está em hiato indefinido desde abril de 2008, quando Weiland deixou o grupo, e em novembro do mesmo ano, a banda foi lançada pela gravadora RCA Records a seu pedido, para permitir-lhes "total liberdade de passar por qualquer processo que fosse necessário para conseguir" a substituição de Weiland. O lançamento do álbum de estreia da carreira solo de Slash e a adição de Duff McKagan na formação do Jane's Addiction pareciam colocar o futuro do grupo em dúvida. No entanto, McKagan deixou o Jane's Addiction poucos meses depois de entrar. Apesar de em 2011 Velvet Revolver ter escrito novas canções e feito audições com vocalistas, a morte de Scott Weiland em 2015 acabou com qualquer hipótese da banda voltar.

## História

### Formação (1996–2003)
Slash, Duff McKagan e Matt Sorum eram membros do Guns N' Roses. Slash e McKagan tinham sido membros desde 1985, enquanto Sorum entrou para a banda em 1990. O Guns N' Roses fazia turnês e alcançou o sucesso internacional após o lançamento dos álbuns Appetite for Destruction, Use Your Illusion I e Use Your Illusion II. No entanto, uma relação distante com o vocalista Axl Rose resultou em Slash, em 1996, e McKagan, em 1997, deixarem a banda, enquanto Sorum foi demitido no mesmo ano. Após as saídas, o trio focou em projetos separados: Slash montando a banda Slash's Snakepit e McKagan para o 10 Minute Warning, assim como a gravação do seu segundo álbum solo, e Sorum retornando ao The Cult.

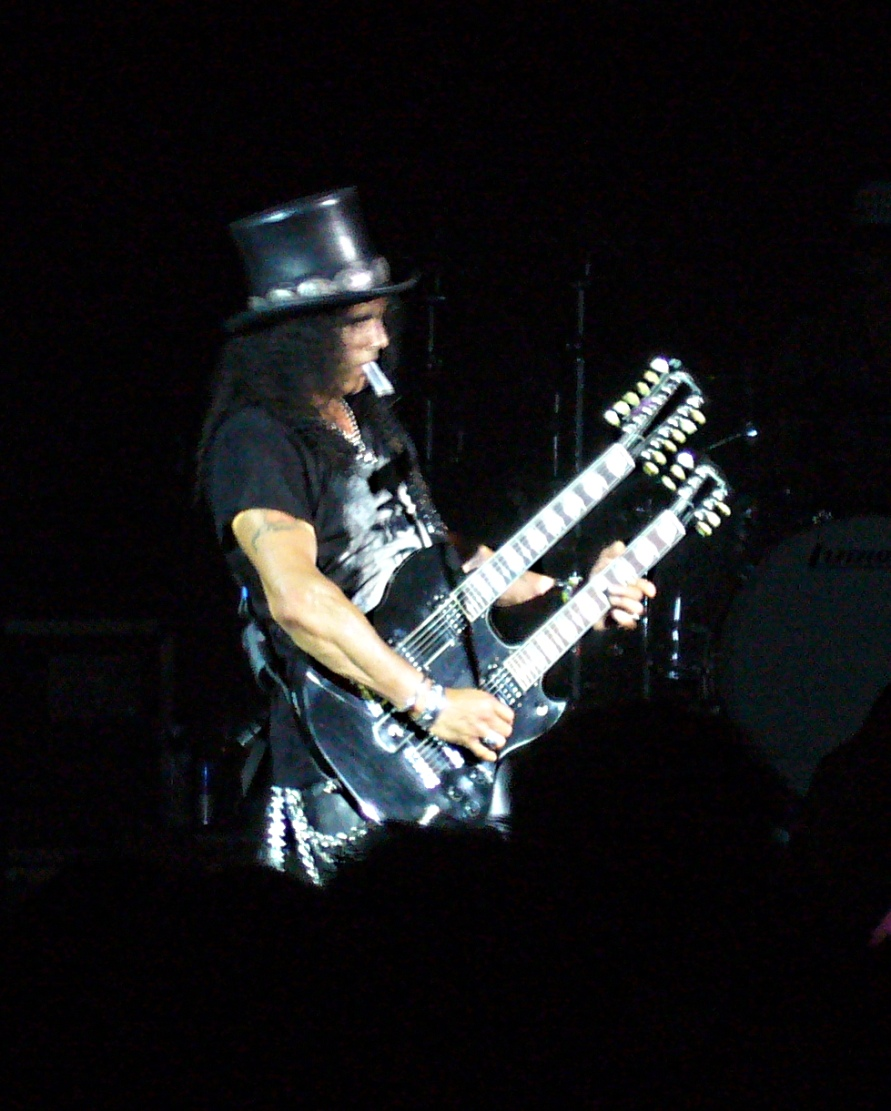
Slash formou o Velvet Revolver com Duff McKagan, Matt Sorum, Izzy Stradlin e Scott Weiland.

Apesar de estar envolvido com outros projetos, o trio colaborava ocasionalmente. Slash participou de Beautiful Disease, segundo álbum solo de McKagan que nunca foi lançado, enquanto o trio gravava a música original para o filme independente Soundman em 1998. Eles também tocaram juntos com Lanny Cordola, Chuck Wright e Teddy Andreadis em um concerto no Slamdance Film Festival em Park City, em Utah, para promover o filme em 1999. Boatos de uma reunião do Guns N' Roses surgiram rapidamente, entretanto, McKagan declarou que: "estamos aqui somente para tocar. Não é uma grande coisa, mas tocamos bem juntos."
Em 2001, o Slash's Snakepit tinha acabado pela segunda vez. Slash começou a trabalhar com Steve Gorman, baterista do The Black Crowes, e com um baixista não identificado em um novo projeto: compondo a música para o que se tornaria "Fall to Pieces". McKagan retornou para o Loaded, previamente sua banda para a turnê de apoio a Beautiful Disease, com Geoff Reading. McKagan também acrescentou tanto Mike Squires, como Jeff Rouse na formação. Depois de uma turnê no Japão em 2002, Dave Kushner, ex-guitarrista de Dave Navarro e das bandas Zilch, Wasted Youth e Electric Love Hogs, entra para o Loaded no lugar de Mike Squires.
Quando o músico Randy Castillo morreu de câncer em 2002, Slash, McKagan e Sorum tocaram em show beneficente para celebrá-lo e arrecadar dinheiro ao lado de Josh Todd e Keith Nelson do Buckcherry, e B-Real e Sen Dog do Cypress Hill. Reconhecendo que a sua relação musical ainda estava intacta, o trio começou a ensaiar com Todd e Nelson, trabalhando no material que se tornaria a canção "Dirty Little Thing", mas acabaram decidindo ir contra a formação de um grupo com eles. Durante um show do Loaded no Viper Room, em Hollywood, McKagan apresenta Kushner para Slash, que anteriormente foram amigos na escola. Kushner foi convidado para tocar algumas jams com o grupo e logo foi convidado para se juntar ao Slash, que declarou: "Dave trouxe uma vibe legal para o que [eles] estavam fazendo. Não houve deliberação; era isso, era um encaixe perfeito." Seu ex-companheiro do Guns N' Roses, Izzy Stradlin, também se juntou a eles por duas semanas, eventualmente sugerindo que: "Duff e Stradlin irão cantar e irão apenas fazer uma pequena turnê em uma van." Slash afirma em sua autobiografia que era difícil dizer se Stradlin estava sério ou se estava brincando. Após um teste com Kelly Shaefer do Atheist e do Neurotica, Stradlin deixou o grupo.
Apesar da audição sem sucesso de Shaefer, o quarteto continuou fazendo testes à procura de um vocalista, com a VH1 filmando o processo de recrutamento enquanto eles estavam sendo referidos temporariamente como "The Project". O documentário foi exibido com o nome de VH1 Inside Out: The Rise of Velvet Revolver. Uma série de vocalistas foram testados pela banda, incluindo Todd Kerns, ex-integrante do Age of Electric, Sebastian Bach, ex-integrante do Skid Row, Shawn Albro do U.P.O., e Travis Meeks do Days of the New. Myles Kennedy, ex-integrante do The Mayfield Four, recusou um convite de Sorum para uma audição. Ian Astbury do The Cult e Mike Patton do Faith No More também recusaram ofertas para uma audição. A banda também estava interessada em fazer alguns testes com Scott Weiland, vocalista do Stone Temple Pilots, que já era amigo de McKagan após frequentarem a mesma academia. Weiland já tinha tocado uma vez com Kushner, e também esteve na reabilitação ao mesmo tempo em que Sorum estava. Weiland enviou dois discos: no primeiro disco, ele sentiu que "soava como  um Bad Company todo errado.", já no segundo disco enviado, Weiland foi mais positivo, comparando-o com Core - do Stone Temple Pilots, porém, ele rejeitou-os porque o Stone Temple Pilots ainda estava ativo.
Quando o Stone Temple Pilots se desfez em 2002, a banda enviou para Weiland uma nova música, que ele levou em seu estúdio e acrescentou os vocais. Essa música acabou se tornando a canção "Set Me Free". Apesar de entregar a música à banda pessoalmente, Weiland ainda estava inseguro ou não queria se juntar a ela, apesar de se apresentarem em um mostruário industrial em Mates. Eles gravaram duas canções com o produtor Nick Raskulinecz: uma versão gravada de "Set Me Free" e uma canção cover do Pink Floyd, "Money", para as trilhas sonoras dos filmes The Hulk e The Italian Job, respectivamente. Weiland entrou para banda logo depois. "Set Me Free" conseguiu alcançar o 17º lugar na Mainstream Rock Chart sem qualquer promoção de rádio ou gravadora. Foi antes de uma triagem de The Hulk na Universal Studios que a banda escolheu um nome. Depois de ver um filme da Revolution Studios, Slash gostou do início da palavra, acabou pensando em Revolver por causa dos seus múltiplos significados; o nome de uma arma, subtexto de uma porta giratória que condiz com a banda, assim como o nome de um álbum dos Beatles. Quando ele sugeriu o nome Revolver à banda, Weiland sugeriu Black Velvet Revolver, gostando da ideia de "algo íntimo como o veludo justaposto com algo mortal como uma arma." Eles finalmente chegaram a Velvet Revolver, anunciando-o em uma conferência de imprensa e apresentando o mostruário no El Rey Theatre enquanto também tocavam as canções "Set Me Free" e "Slither". Canções cover como "Negative Creep" do Nirvana, "Pretty Vacant" do Sex Pistols, e "It's So Easy" do Guns N' Roses, também foram tocadas.

### Contrabande o sucesso (2003–2005)
Antes da gravação do álbum de estreia, Weiland pegou o material que a banda tinha anteriormente composto, e o levou para o seu estúdio, Lavish, em Toluca Lake. Com o engenheiro Doug Grean, Weiland reorganizou a música para encaixar a sua voz, eventualmente saindo as canções "Big Machine" e "Dirty Little Thing". A banda trabalhou em um novo material para canções como "You Got No Right", "Slither", "Sucker Train Blues" e "Do It for the Kids", entre outras. Foi durante esse tempo que Weiland foi detido no estacionamento do seu estúdio por posse de drogas. Depois de sair da cadeia, ele escreveu as letras para o material que ele tinha recebido, escrevendo a canção "Fall to Pieces". Logo depois, o Velvet Revolver começou a gravação do seu álbum de estreia. Inicialmente, eles gravaram "Slither" com o produtor Bob Ezrin no Henson Studios, mas ficaram insatisfeitos com o resultado. Depois de gravar "Headspace" com Josh Abraham, a banda gostou tanto da faixa que foi o suficiente para fazer o resto do álbum com ele.
O Velvet Revolver logo ganhou uma maior atenção das gravadoras como a Warner Bros. e a Chrysalis. A RCA e a Elektra também estavam interessadas em assinar com a banda. Eles acabaram assinando com a RCA Records. A banda gravou seu álbum no NRG Recording Studios, enquanto que Slash gravou suas partes de guitarra em um estúdio menor entre a Highland Avenue e a Sunset Boulevard. Durante a gravação, Weiland só podia trabalhar três horas por dia, devido a uma ordem judicial que citava que ele deveria permanecer em uma casa de recuperação. A campanha de marketing do Velvet Revolver na preparação para o lançamento do primeiro álbum foi perfilada como parte do programa Frontline, como The Way the Music Died, que incluía entrevistas com os membros da banda e com os produtores.
O álbum resultante, intitulado Contraband, foi lançado em 8 de junho de 2004, e, ajudado pelo sucesso do single "Slither", estreou no 1º lugar da Billboard 200, vendendo mais de 250.000 cópias na primeira semana. Contraband passou a vender quatro milhões de cópias em todo o mundo, 2.9 milhões das quais foram vendidas nos Estados Unidos, e foi certificado 2x platina pela RIAA. Tanto "Slither" quanto "Fall to Pieces" conseguiram alcançar a 1ª posição na Mainstream Rock Chart, assim como a 56ª e 67ª posição na Billboard Hot 100, respectivamente. "Slither" também alcançou a 1ª posição na Modern Rock Chart e a 35ª na UK Singles Chart. O terceiro single do álbum, "Dirty Little Thing", alcançou a 8ª posição na Mainstream Rock chart.
Criticamente, o álbum foi bem recebido. Apesar de ter sido elogiado pelo seu hedonismo e maturidade, os críticos notaram uma desconexão entre o "vocalista e a banda". O Velvet Revolver ganhou um Kerrang! Award de "Melhor Revelação Internacional" em 2004, e no ano seguinte, a banda ganhou um Grammy Award de "Melhor Performance de Hard Rock" por "Slither". Também receberam uma indicação de "Artista de Rock do Ano" pelo Billboard Music Awards, enquanto "Fall to Pieces" foi indicada na categoria "Melhor Canção do Ano" pelo Radio Music Awards. A banda gravou uma nova canção intitulada "Come On, Come In" para o filme Quarteto Fantástico em 2005, que alcançou a 14ª posição na Mainstream Rock Chart. "Fall to Pieces", em seguida, reentrou nas paradas, alcançando a 25ª posição na Adult Top 40 no mesmo ano.
O Velvet Revolver esteve em turnê durante dezenove meses para promover Contraband. A banda fez turnês pelos Estados Unidos e pela Europa duas vezes, além de também se apresentarem na Austrália, na Nova Zelândia e no Japão. O Velvet Revolver tocou no Live 8 e em vários outros festivais incluindo o Download Festival e o Ozzfest. Foi durante a turnê que os integrantes da banda, com exceção de Kushner, começaram a recair no álcool e nas drogas. Embora eles coneguissem ficar limpos a tempo para a gravação do seu novo álbum, Slash sentiu que "a banda tinha perdido Weiland" e que "tudo estava em declínio naquele momento."

### Libertade demissão de Scott Weiland
Após três anos do álbum anterior, Velvet Revolver lançou o seu segundo álbum, Libertad. Lançaram três singles: "She Builds Quick Machines", "The Last Fight" e "Get Out The Door".

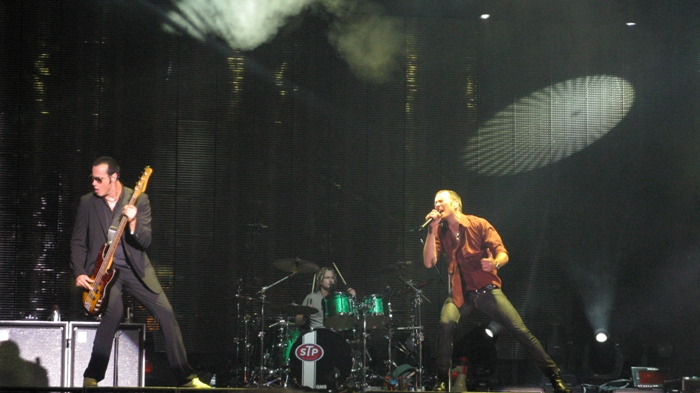
Scott na turnê de reunião do Stone Temple Pilots em 31 de agosto de 2008.

No dia 1 de abril de 2008 a banda lançou um comunicado oficial  anunciando a saída do vocalista Scott Weiland, apesar de que num show em Glasglow Scott tinha dito: "Parabéns vocês estão vendo o último show do Velvet Revolver comigo nos vocais!". O fato ocorre às vésperas da turnê de reunião do Stone Temple Pilots, e poucos dias após agressões entre o vocalista e outros integrantes da banda em seus blogs. Na verdade, desde que foi escolhido para assumir os vocais da banda, Scott sofreu com as comparações feitas entre ele e Axl Rose, tanto no que se refere à sua voz quanto no que se refere à sua performance de palco, sendo que inúmeras vezes esta situação gerava incômodos. Os fãs de Slash, Duff e Matt nunca aceitaram bem a escolha de Weiland e faziam questão de manifestar isso, embora sempre mantivessem um clima respeitoso nos shows, que nunca contaram com maiores incidentes.
Essa situação, somada a uma possível reunião da antiga banda de Weiland e ao relacionamento ruim que o mesmo mantinha com os outros integrantes da banda resultaram na inevitável ruptura. Após sua saída, em uma entrevista concedida a um programa norte-americano, Scott disse que o ex-vocalista da banda Skid Row, Sebastian Bach, se associa bem ao estilo do Velvet Revolver.

### Hiato
Quando estava em Las Vegas em fevereiro de 2010, Slash disse que não tinha "problemas" com Weiland e que ele estava animado para ouvir o novo álbum de Stone Temple Pilots, e também declarou que, ele e Weiland ainda são amigos.
Weiland também declarou mais tarde: "foi grande experiência até perto do fim e que não tem qualquer ressentimento para qualquer um dos membros da banda". O Velvet Revolver logo começou a escrever novas canções e novas audições de cantores foram com Slash afirmando que: “As composições são muito mais pesadas do que as que o Velvet lançou anteriormente, por isto estou muito ansioso para lançar um disco que seria a quintessência da banda".
Rumores surgiram rapidamente que Myles Kennedy seria o novo vocalista do Velvet Revolver devido a suas colaborações com Slash. No entanto, Slash confirmou que nenhum esforço foi feito para que Kennedy se juntar à banda. Slash, McKagan e Sorum contribuíram para a música "Kiss It" para o álbum de Macy Gray, "The Sellout", que foi lançado em 22 de junho de 2010.
Depois surgiram rumores de que Corey Taylor iria ser o vocalista do Velvet Revolver.  Em entrevista à Billboard, Taylor não confirmou nem negou o rumor. Em um bate-papo on-line na ESPN, McKagan também afirmou que ele "não pode confirmar nem negar " que Taylor era o novo vocalista, embora mais tarde ele revelou em entrevista ao MusicRadar, que o Velvet Revolver gravou músicas com ele. Slash confirmou posteriormente que o Velvet Revolver estava olhando para Taylor como um possível substituto de Weiland. Slash já declarou que a banda não tinha encontrado um cantor adequado e que a banda continua sua pausa para os próximos anos, enquanto os membros se concentram em outros projetos. Após uma performance de Slash, Duff McKagan e Matt Sorum, e uma aparição de Dave Kushner, no concerto beneficente Road Recovery  em 13 de setembro, McKagan afirmou que a banda pode escrever canções com um dos cantores convidados.
Slash disse à revista Billboard em novembro de 2011 que o Velvet Revolver poderiam voltar a tocar em 2012. Ele afirmara que estava à procura de um vocalista e os testes devem acontecer em dezembro. Tal não aconteceu, com Slash a prosseguir na sua carreira juntamente com Myles Kennedy e a sua banda, continuando em atividade.

## Estilo musical
O primeiro álbum, "Contraband", foi descrito por Johnny Loftus do Allmusic como "(...) uma versão atualizada do Guns N' Roses (...) Inevitavelmente, muitos avaliadores fizeram comparações com os trabalhos anteriores dos integrantes; David Powell, do PopMatters, disse que "Contraband" é "(...)um ótimo disco de rock'n'roll, despretensioso, e que traz os melhores esforços das ex-bandas de seus membros(...), e que o disco é como "(...)uma boa herança dos Stone Temple Pilots na maioria das músicas, que melhoram quando ouvidas de novo(...), e terminou definindo o trabalho como "encorajador". David Browne, da Entertainment Weekly, disse que quem estava esperando o "Use Your Illusion III", referência ao álbum do Guns "Use Your Illusion II, se desapontaria, e disse que as faixas soam "(...)mais grunge do que toda a carreira do Guns junta"(...), avaliação essa que foi apoiada pela Stylus Magazine.
Com o segundo álbum, "Libertad", o estilo pareceu mudar com a presença do produtor Brendan O'Brien, segundo Stephen Thomas Erlewine do Allmusic; ele também disse que "(...)frequentemente parece haver confissões durante as músicas(...)" Tom Sinclair do Entertainment Weekly disse que o álbum soa "confortavelmente familiar e vagamente exótico." Jaan Uhelszki, do San Francisco Chronicle, citou que algumas músicas, como "Let it Roll" e "She Mine" possuem influência de bandas como The Doors e Rolling Stones, e o New York Post apontou que os riffs de Slash soaram "(...)agressivos como um gato enjaulado(...)", e que os vocais de Weiland foram "(...)nítida e apaixonadamente controlados(...)".

## Formação

### Ex-membros
- Scott Weiland – vocais, teclados (2003–2008)
- Slash – guitarra solo (2002–2012)
- Duff McKagan – baixo, backing vocals (2002–2012)
- Matt Sorum – bateria, backing vocals (2002–2012)
- Dave Kushner – guitarra rítmica (2002–2012)

## Discografia

### Álbuns de estúdio
| Ano  | Detalhes do álbum                                                     | Melhores posições nas paradas | Melhores posições nas paradas | Melhores posições nas paradas | Melhores posições nas paradas | Melhores posições nas paradas | Melhores posições nas paradas | Melhores posições nas paradas | Melhores posições nas paradas | Melhores posições nas paradas | Melhores posições nas paradas | Certificações                       |
| Ano  | Detalhes do álbum                                                     | AUS                           | AUT                           | EUA                           | FIN                           | ING                           | IRL                           | ITA                           | NOR                           | SUE                           | SUI                           | Certificações                       |
| ---- | --------------------------------------------------------------------- | ----------------------------- | ----------------------------- | ----------------------------- | ----------------------------- | ----------------------------- | ----------------------------- | ----------------------------- | ----------------------------- | ----------------------------- | ----------------------------- | ----------------------------------- |
| 2004 | Contraband - Lançamento: 8 de junho de 2004 - Selo: RCA (82876625362) | 2                             | 15                            | 1                             | 8                             | 11                            | 8                             | 16                            | 4                             | 5                             | 22                            | - EUA: Platina 2x - CAN: Platina 2x |
| 2007 | Libertad - Lançamento: 1 de julho de 2007 - Selo: RCA (88697109682)   | 10                            | 22                            | 5                             | 4                             | 6                             | 7                             | 13                            | 14                            | 3                             | 21                            | - CAN: Ouro                         |

### Singles
| 2003                                             | "Set Me Free"               | —  | 17 | —  | —  | —  | —  | —  | —  | —  | Contraband             |
| 2004                                             | "Slither"                   | 26 | 1  | 19 | 81 | 47 | 35 | 46 | 12 | 58 | Contraband             |
| 2004                                             | "Fall to Pieces"            | —  | 1  | —  | —  | 42 | 32 | 53 | —  | —  | Contraband             |
| 2005                                             | "Dirty Little Thing"        | —  | 8  | —  | —  | —  | —  | —  | —  |    | Contraband             |
| 2005                                             | "Come On, Come In"          | —  | 14 | —  | —  | —  | —  | —  | —  | —  | Fantastic 4: The Album |
| 2007                                             | "She Builds Quick Machines" | —  | 2  | —  | —  | —  | —  | —  | —  | —  | Libertad               |
| 2007                                             | "The Last Fight"            | —  | 16 | —  | —  | —  | —  | —  | —  | —  | Libertad               |
| 2008                                             | "Get Out the Door"          | —  | 34 | —  | —  | —  | —  | —  | —  | —  | Libertad               |
| "—" Denota singles que não entraram nas paradas. |                             |    |    |    |    |    |    |    |    |    |                        |

### Vídeos musicais
| Ano  | Título                      | Diretor        | Ref           |
| ---- | --------------------------- | -------------- | ------------- |
| 2003 | "Set Me Free"               | Dean Karr      | [ 93 ]        |
| 2004 | "Slither"                   | Kevin Kerslake | [ 94 ] [ 95 ] |
| 2004 | "Fall to Pieces"            | Kevin Kerslake | [ 94 ] [ 95 ] |
| 2005 | "Dirty Little Thing"        | Motion Theory  | [ 96 ]        |
| 2005 | "Come On, Come In"          | Wayne Isham    | [ 97 ]        |
| 2007 | "She Builds Quick Machines" | Dean Karr      | [ 98 ]        |
| 2007 | "The Last Fight"            | Rocco Guarino  | [ 99 ]        |
| 2008 | "Get Out the Door"          | Taylor Bolding | [ 99 ]        |

## Prêmios e indicações
Apesar da curta carreira o Velvet Revolver venceu um Grammy em 2005 com a canção "Slither, sendo que "Fall to Pieces" também esteve no Radio Music Awards, um prêmio extinto que passou por várias emissoras, sendo que a última foi a NBC.
A banda ainda esteve na premiação da revista Kerrang! e concorreu no Billboard Music Awards, patrocinado pela revista Billboard.
| Ano  | Premiação             | Categoria                       | Trabalho          | Resultado |
| ---- | --------------------- | ------------------------------- | ----------------- | --------- |
| 2004 | Kerrang! Awards       | Revelação internacional         | Velvet Revolver   | Vencedor  |
| 2005 | Grammy Awards         | Melhor Performance de Hard Rock | "Slither"         | Vencedor  |
| 2005 | Radio Music Awards    | Música do Ano                   | "Fall to Pieces"  | Indicado  |
| 2005 | Billboard Music Award | Artista de Rock do Ano          | "Velvet Revolver" | Indicado  |